# Anatolij Bielakow
Anatolij Michajłowicz Bielakow (ros. Анато́лий Миха́йлович Беляко́в, ur. 6 marca 1933 w Orenburgu, zm. 14 lutego 2017) – radziecki polityk, I sekretarz Buriackiego Komitetu Obwodowego KPZR (1984-1990), członek KC KPZR (1986-1990).
Rosjanin, ukończył Kujbyszewski Instytut Inżynieryjno-Budowlanym, od 1956 pracował na budowach w obwodzie kemerowskim. Od 1960 w KPZR, od 1964 funkcjonariusz partyjny, 1970-1984 I sekretarz Komitetu Miejskiego KPZR w Ułan Ude. Od 7 stycznia 1984 do 24 marca 1990 I sekretarz Buriackiego Komitetu Obwodowego KPZR, 1986-1990 członek KC KPZR, w 1990 przewodniczący Państwowego Komitetu Rosyjskiej FSRR ds. narodowości. Deputowany do Rady Najwyższej ZSRR, deputowany ludowy ZSRR.

## Odznaczenia
- Order Rewolucji Październikowej
- Order Czerwonego Sztandaru Pracy
- Order Przyjaźni Narodów